# عمر عبد العزيز (مخرج)
عمر عبد العزيز (25 مايو 1953 - ) مخرج مصري لكثير من الأفلام والمسلسلات. وهو شقيق المخرج محمد عبد العزيز وعم الممثل كريم عبد العزيز.

## عنه
تخرج من المعهد العالي للسينما قسم إخراج عام 1976 بتقدير جيد جداً. وبدأ حياته المهنية مساعد مخرج لأخيه المخرج محمد عبد العزيز في أفلام مثل(عالم عيال عيال) 1976، (البعض يذهب للمأذون مرتين) 1978، ثم بعدها أخرج أول أفلامه وهو فيلم (دعوة خاصة جداً) وذلك عام 1982، وفي عام 2002 اتجه إلى الإخراج التليفزيوني بمسلسل (بين شطين وميه) وذلك بعد مسيرة طويلة في الإخراج السينمائي إلا أن ذلك لم يمنع استمراره سينمائياً.
من أهم الأفلام التي أخرجها فيلم الشقة من حق الزوجة عام 1985 من بطولة كل من محمود عبد العزيز ومعالي زايد ونعيمة الصغير وفيلم فرحان ملازم آدم عام 2005 بطولة كل من فتحي عبد الوهاب وياسمين عبد العزيز ولبلبة وسامي العدل وحسن حسني وغيرها الكثير من الأفلام.

## أعماله
افلام
- فرحان ملازم آدم إخراج 2005
- أشتاتا أشتوت إخراج 2004
- كلام في الممنوع إخراج 2000
- في الصيف الحب جنون إخراج 1995
- ليه يا هرم إخراج وتأليف 1993
- دسوقي أفندي في المصيف إخراج 1992
- ليلة في شهر 7 إخراج 1988
- اللعيبة إخراج 1987
- البنديرة إخراج 1986
- محامي تحت التمرين إخراج 1986
- الرجل الذي عطس إخراج 1985
- الشقة من حق الزوجة إخراج 1985
- المجنونة إخراج 1985
- المحظوظ إخراج 1984
- يا رب ولد إخراج 1984
- القفل إخراج 1983
- تجيبها كده تجلها كده هي كده إخراج 1983
- دعوة خاصة جدا إخراج 1982
- للفقيد الرحمة إخراج 1982
- بريق عينيك مساعد مخرج 1982
- رحلة الشقاء والحب مساعد مخرج 1982
- عصابة حمادة وتوتو مساعد مخرج 1982
- أنتخبوا الدكتور سليمان عبد الباسط مساعد مخرج 1981
- أنتبهوا أيها السادة مساعد مخرج 1980
- رجل فقد عقله مساعد مخرج 1980
- خلي بالك من جيرانك مساعد مخرج 1979
- البعض يذهب إلى المأذون مرتين مساعد مخرج 1978
- المحفظة معايا مساعد مخرج 1978
- ألف بوسة وبوسة مساعد مخرج 1977

تلفزيون
- أحلام مؤجلة إخراج 2000
- حروف النصب إخراج 2000
- بين شطين ومية إخراج 2002
- تحت الريح إخراج 2003
- الشارد إخراج 2005
- أحزان مريم إخراج 2006
- كلام نسوان إخراج 2009
- امرأة في ورطة إخراج 2010
- أهل الهوى إخراج 2013

## وصلات خارجية
- صفحة الفنان على موقع السينما دوت كوم